# Diář

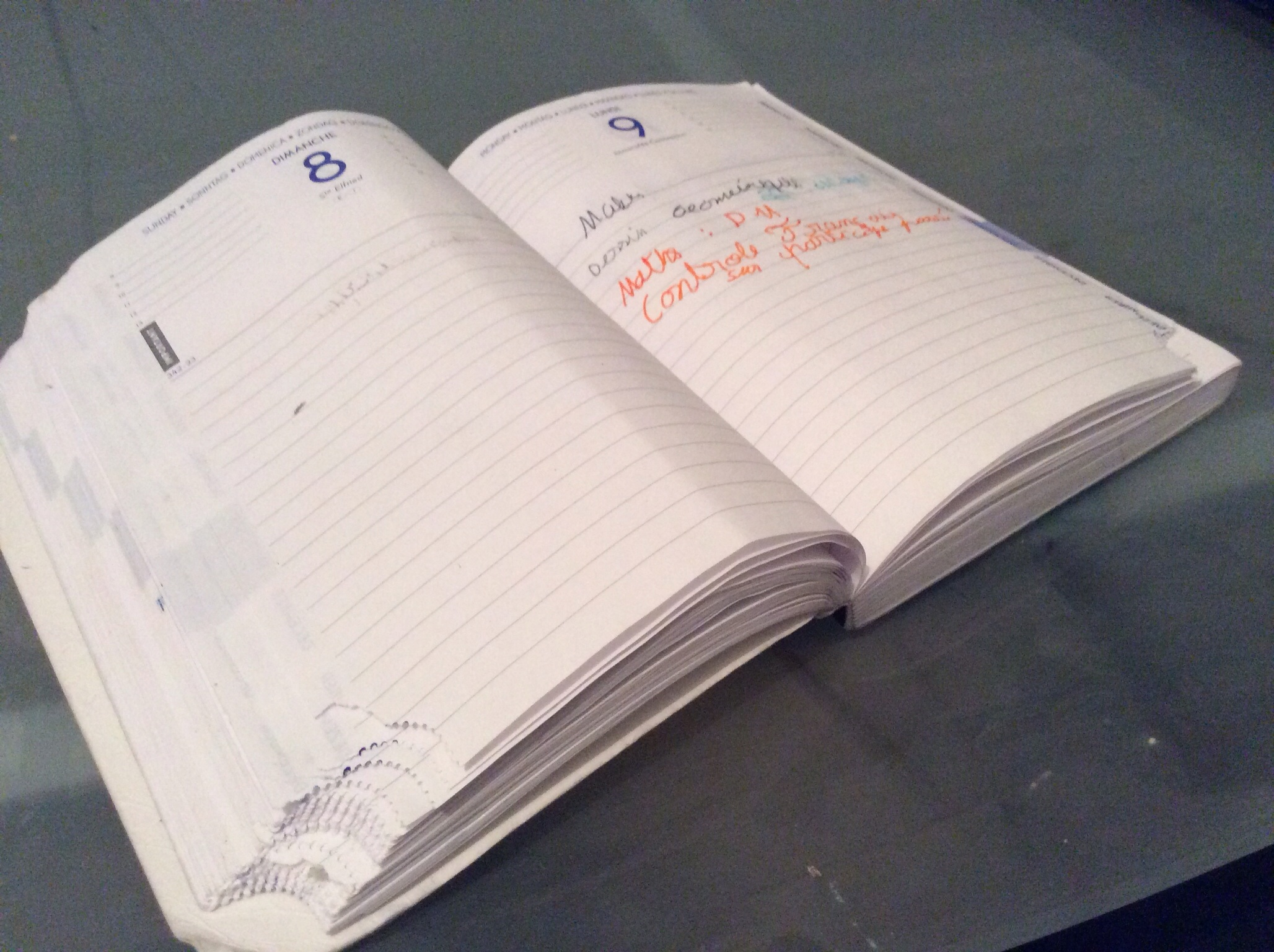
Denní diář

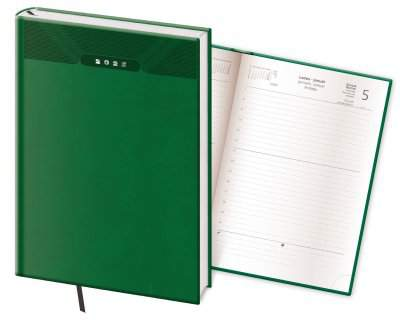
Desky diáře a ukázka vnitřku

Diář je osobní kalendář s prostorem pro psaní poznámek. Kalendárium v diáři, čili podoba rozložení stránky diáře, může být denní, týdenní, čtrnáctidenní nebo měsíční. Nedatovanému diáři se říká zápisník. Diář s kalendáriem nabízí ke každému datu menší či větší prostor k zápisu. Prostor k zápisu poznámek je buď čistý, linkovaný nebo kostkovaný, či jinak speciálně graficky upravený do tabulek, diagramů a šablon. 
Diář slouží k plánování a organizaci času, k zaznamenávání osobních poznámek, úkolů a schůzek. Součástí obsahu diáře mohou být další grafické předlohy a užitečné informace, jako jsou například jmeniny, plánovač dovolené, plánovací kalendář na další roky, telefonní předvolby, státní svátky České a Slovenské republiky, mezinárodní svátky, adresář, mapa Evropy, České a Slovenské republiky a podobně.
Rozměry diářů se různí podle výrobce. Většina nabízí diáře podle standardních formátů papírů: A4, B5, B6 a A5, někteří výrobci používají také označení L, M a S. Oblíbenou kategorií diářů jsou kapesní diáře, jejichž velikost zpravidla nepřekračuje běžný formát A5, takže se diář vejde do kapsy. Další rozšířenou kategorií diářů jsou kancelářské diáře větších formátů a také kreativní a v poslední době velmi moderní motivační diáře. Motivační diáře obsahují různé inspirativní a kreativní prvky, návody a kolonky nejen pro zapsání stanoveného cíle, ale i jeho dosažení.
Diáře mohou mít pevnou vazbu, kroužkovou vazbu nebo podobu, kdy se volné listy různých obsahů vkládají do desek. Desky bývají plastové, koženkové, laminované, rovněž kožené s různými prvky šití či průseky. Materiál desek může být například kůže, koženka, látka, plast nebo karton, desky mohou být jednobarevné nebo různě barevné, či opatřené fotografií nebo grafikou. Oblíbenými doplňky diářů je například gumička přes desky, záložka, poutko na propisku nebo kapsičky na další papíry.
Z hlediska nosiče můžeme diáře rozdělit na papírové a elektronické. Elektronické diáře ve formě programů nebo aplikací plní stejnou funkci jako diáře papírové. Ovšem ne každému elektronická forma zápisu a plánování vyhovuje, papírové diáře tedy neztrácejí na popularitě. 

## Výhody elektronických diářů
Oproti papírovým diářům mají elektronické celou řadu výhod:
- možnost synchronizace s jinými chytrými zařízeními
- snadné sdílení dat se známými nebo kolegy
- propojení kalendáře s kontakty a s online schůzkami a dalšími událostmi v online prostředí
- upozornění na případnou kolizi v programu již při plánování
- pravidelné události stačí naplánovat jen jednou
- přístup k obsahu může mít víc uživatelů ve stejný čas a z jiných míst
- mohou být zabezpečeny heslem
- umožňují nastavit automatické připomínání událostí

## Výhody papírových diářů
Navzdory tomu, že elektronické diáře nabízejí celou řadu komfortních možností, preferuje řada lidí diáře papírové. Mají několik výhod:
- osobní a kreativní doplněk s přidanou hodnotou
- aktualizace a kontrola obsahu je nezávislá na zdroji a připojení
- minimální riziko technické závady nebo ztráty obsahu
- umožňují vlastní styl zaznamenávání
- papírové diáře je možné využít jako reklamní předmět
- je možné je personalizovat logem, například ražbou do desek
- personalizaci obsahu lze provést vkladem samostatných propagačních stránek

Diáře zůstávají velmi populárním doplňkem a celá řada lidí si na jeho výběru velice zakládá. Ceny papírových diářů se pohybují od 30 Kč do několika tisíců.